# André Green
André Green nasceu no Egito, formou-se em medicina e especializou-se em psiquiatria e psicanálise na França, nas décadas de 50 e 60. Durante sete anos acompanhou o Seminário de Jacques Lacan, mas também buscou em Melanie Klein, Wilfred Bion e Donald Winnicott subsídios para sua atividade clínica.

## Obras publicadas por Green
- _____. (1988). Narcisismo de Vida, Narcisismo de Morte. Rio de Janeiro: Imago, 1988
- _____. (1990). Conferências brasileiras de André Green: metapsicologia dos limites. Rio de Janeiro: Imago, 1990
- _____. (2008). Orientações para uma psicanálise contemporânea. Rio de Janeiro: Imago, 2008